# Campeonato da Oceania Juvenil de Atletismo de 1995
O Campeonato da Oceania Juvenil de Atletismo de 1995 foi a 2ª edição da competição organizada pela Associação de Atletismo da Oceania para atletas com menos de 18 anos, classificados como juvenil. O campeonato foi realizado entre os dias 4 a 5 de maio de 1995. Teve como sede o Estádio Nacional de Tereora, na cidade de Tereora, nas Ilhas Cook, sendo disputadas 31 provas (16 masculino e 15 feminino). Teve como destaque a Austrália com 27 medalhas sendo 13 de ouro.

## Medalhistas
Resultados completos podem ser encontrados nas páginas da revista Athletics Weekly  e da história mundial do atletismo júnior. 

### Masculino
| Evento                      | Ouro                            | Ouro    | Prata                               | Prata   | Bronze                               | Bronze  |
| --------------------------- | ------------------------------- | ------- | ----------------------------------- | ------- | ------------------------------------ | ------- |
| 100 metros                  | Tim McRae · Austrália           | 11.22   | Silas Helo · Ilhas Salomão          | 11.46   | Brett Williams · Fiji                | 11.50   |
| 200 metros                  | Tim McRae · Austrália           | 23.04   | Silas Helo · Ilhas Salomão          | 23.46   | Cama Tikomailepanoni · Fiji          | 23.58   |
| 400 metros                  | Clyde McIntosh · Nova Zelândia  | 49.6    | Andy Henley · Nova Zelândia         | 51.6    | Kiel Maemae · Vanuatu                | 52.0    |
| 800 metros                  | Clyde McIntosh · Nova Zelândia  | 1:56.30 | Sisari Vakasuka · Fiji              | 2:01.92 | Peter Kaiar · Vanuatu                | 2:03.58 |
| 1 500 metros                | Walter Weare · Guam             | 4:19.50 | Alfred Vola · Ilhas Salomão         | 4:20.92 | Sisari Vakasuka · Fiji               | 4:26.00 |
| 3 000 metros                | Walter Weare · Guam             | 9:34.5  | Alfred Vola · Ilhas Salomão         | 9:40.4  | Kaltonga Kalrong · Vanuatu           | 10:14.4 |
| 110 metros barreiras        | Ah Chong Sam Chong · Samoa      | 14.1    | Sean Gourley · Nova Zelândia        | 14.2    | Steven Richardson · Austrália        | 14.7    |
| 300 metros barreiras        | Dean Smith · Austrália          | 39.72   | Heiava Varney · Polinésia Francesa  | 42.94   | Ioakimo Ioakimo · Samoa              | 45.12   |
| 2.000 metros com obstáculos | Nitish Singh · Fiji             | 7:03.64 | Glen Núñez · Marianas Setentrionais | 7:07.40 | James Donaldson · Ilha Norfolk       | 7:58.58 |
| Revezamento medley 800 m    | Nova Zelândia                   | 1:36.00 | Austrália                           | 1:37.16 | Fiji                                 | 1:39.62 |
| Salto em altura             | Hapo Maliaki · Papua-Nova Guiné | 1.97    | Tutu Degage · Polinésia Francesa    | 1.79    | Sean Gourley · Nova Zelândia         | 1.79    |
| Salto em comprimento        | Patrick Fonoti · Samoa          | 6.68    | Aaron Kennedy · Austrália           | 6.52    | Ovini Ralulu · Fiji                  | 6.41    |
| Salto triplo                | Clinton Joyce · Austrália       | 13.83   | Steven Richardson · Austrália       | 13.60   | Patrick Fonoti · Samoa               | 13.12   |
| Arremesso de peso           | Hohepa Poihipi · Nova Zelândia  | 12.52   | Jone Cavubati · Fiji                | 11.97   | Amanaki Havea · Tonga                | 11.88   |
| Lançamento de disco         | Hohepa Poihipi · Nova Zelândia  | 48.46   | Andy Henley · Nova Zelândia         | 42.20   | John Ledbrook · Austrália            | 41.66   |
| Lançamento do dardo         | Sean Betland · Austrália        | 54.98   | Fito Scanlan · Samoa                | 49.94   | Ngatamaroa Tangitamaiti · Ilhas Cook | 49.80   |

### Feminino
| Evento                   | Ouro                            | Ouro     | Prata                                 | Prata    | Bronze                                | Bronze   |
| ------------------------ | ------------------------------- | -------- | ------------------------------------- | -------- | ------------------------------------- | -------- |
| 100 metros               | Adi Waqanitoga · Fiji           | 12.48    | Sarah Couzens · Austrália             | 12.68    | Freda Gepp · Papua-Nova Guiné         | 13.00    |
| 200 metros               | Anna Smythe · Nova Zelândia     | 25.1     | Adi Waqanitoga · Fiji                 | 25.8     | Sarah Couzens · Austrália             | 26.9     |
| 400 metros               | Michelle Dalrymple · Austrália  | 58.5     | Sisilia Dauniwe · Fiji                | 62.9     | Maine Vaile · Ilhas Cook              |          |
| 800 metros               | Katrina Gemmell · Nova Zelândia | 2:16.34  | Angela Summerfield · Austrália        | 2:17.56  | Renae Nowland · Austrália             | 2:23.26  |
| 1 500 metros             | Andrea Lamont · Austrália       | 4:43.60  | Helen Ewing · Nova Zelândia           | 4:49.50  | Katrina Gemmell · Nova Zelândia       | 4:55.56  |
| 3 000 metros             | Helen Ewing · Nova Zelândia     | 10:30.80 | Andrea Lamont · Austrália             | 10:40.66 | Ekari Raika · Fiji                    | 11:04.56 |
| 100 metros barreiras     | Sharen Fidge · Austrália        | 15.2     | Bryony Barker · Nova Zelândia         | 15.9     | Christine Coquil · Polinésia Francesa | 19.7     |
| 300 metros barreiras     | Sharen Fidge · Austrália        | 47.94    | Christine Coquil · Polinésia Francesa | 48.96    | Bryony Barker · Nova Zelândia         | 49.62    |
| Revezamento medley 800 m | Austrália                       | 1:50.56  | Nova Zelândia                         | 1:50.98  | Fiji                                  | 1:53.98  |
| Salto em altura          | Karen Brown · Nova Zelândia     | 1.65     | Andrea Smith · Austrália              | 1.62     | Melissa Tucker · Austrália            | 1.62     |
| Salto em comprimento     | Sharen Fidge · Austrália        | 5.44     | Jenny Dryburgh · Nova Zelândia        | 5.24     | Melissa Tucker · Austrália            | 5.16     |
| Salto triplo             | Sharen Fidge · Austrália        | 11.61    | Katrina Cox · Austrália               | 11.60    | Bryony Barker · Nova Zelândia         | 11.56    |
| Arremesso de peso        | Ngaina Karena · Nova Zelândia   | 11.28    | Noella Flores · Polinésia Francesa    | 10.57    | Maria Tuoro · Ilhas Cook              | 10.23    |
| Lançamento de disco      | Ngaina Karena · Nova Zelândia   | 39.16    | Noella Flores · Polinésia Francesa    | 37.46    | Melehifo Uhi · Tonga                  | 32.78    |
| Lançamento do dardo      | Amber Hooper · Austrália        | 40.44    | Ereti Politini · Fiji                 | 35.24    | Talaiti Kini · Fiji                   | 35.04    |

## Quadro de medalhas (não oficial)
| Ordem | País                   | Medalha de ouro | Medalha de prata | Medalha de bronze | Total |
| ----- | ---------------------- | --------------- | ---------------- | ----------------- | ----- |
| 1     | Austrália              | 13              | 8                | 6                 | 27    |
| 2     | Nova Zelândia          | 11              | 7                | 4                 | 22    |
| 3     | Fiji                   | 2               | 5                | 8                 | 15    |
| 4     | Samoa                  | 2               | 1                | 2                 | 5     |
| 5     | Guam                   | 2               | 0                | 0                 | 2     |
| 6     | Papua-Nova Guiné       | 1               | 0                | 1                 | 2     |
| 7     | Polinésia Francesa     | 0               | 5                | 1                 | 6     |
| 8     | Ilhas Salomão          | 0               | 4                | 0                 | 4     |
| 9     | Marianas Setentrionais | 0               | 1                | 0                 | 1     |
| 10    | Ilhas Cook             | 0               | 0                | 3                 | 3     |
| 10    | Vanuatu                | 0               | 0                | 3                 | 3     |
| 12    | Tonga                  | 0               | 0                | 2                 | 2     |
| 13    | Ilha Norfolk           | 0               | 0                | 1                 | 1     |
| Total | Total                  | 31              | 31               | 31                | 93    |

## Participantes (não oficial)
Uma contagem não oficial rende o número de cerca de 135 atletas de 14 nacionalidades.
| - Samoa Americana (3) - Austrália (18) - Ilhas Cook (22) - Fiji (21) - Guam (8) | - Nova Zelândia (12) - Ilha Norfolk (5) - Marianas Setentrionais (3) - Papua-Nova Guiné (6) - Samoa (9) | - Ilhas Salomão (7) - Polinésia Francesa (10) - Tonga (6) - Vanuatu (5) |